# Cascades del Rin

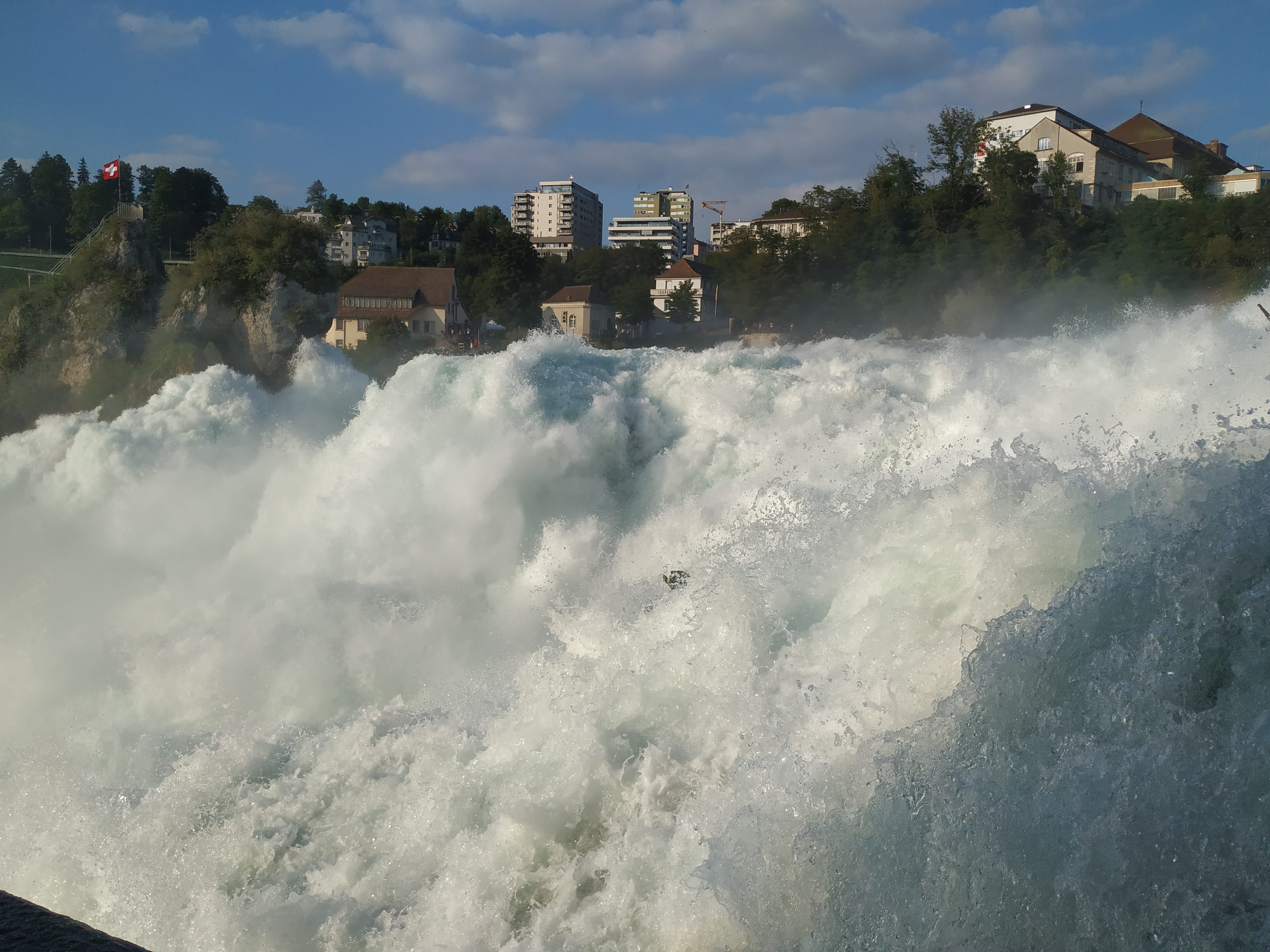
Cascada del Rin

Les cascades del Rin són els salts d'aigua més grossos de l'Europa central i es troben en el curs alt del Rin, entre els municipis de Neuhausen am Rheinfall i Laufen-Uhwiesen, a prop de la ciutat de Schaffhausen, al nord de Suïssa, entre els cantons de Zuric i Schaffhausen. Tenen 150 metres d'amplària i 23 m d'altura. En els mesos d'hivern, el cabal mitjà és de 250 m³, mentre que durant l'estiu, el cabal mitjà és de 700 m³. El cabal més alt mai mesurat va ser 1250 m³ el 1965, i el més baix, 95 m³ el 1921.
Els únics peixos que poden remuntar les cataractes són les anguiles, capaces d'avançar serpentejant al llarg de les roques.

## Geologia
Les cascades del Rin es van formar en l'última era glacial, fa uns 14.000 o 17.000 anys, per roques resistents a l'erosió de l'estrenyiment del llit. Els avenços del riu de la primera glaciació van crear les formes terrestres actuals, fa aproximadament 500.000 anys. Fins al final de la Glaciació del Riss fa aproximadament 132.000 anys, el Rin discorria cap a l'oest des de Schaffhausen passat Klettgau. Aquest primer llit va ser cobert més tard amb grava.
Fa uns 132.000 anys el curs del riu va canviar cap al sud en Schaffhausen i va formar un nou canal, que també es va omplir de grava. Part de l'actual Rin inclou aquest antic llit.
Durant l'últim període glacial, el Rin va ser desviat cap al sud al seu curs actual, en un dur jaç de pedra calcària del Juràssic superior. Com que el curs del riu era tant sobre la pedra calcària com sobre l'erosionable grava de glaciacions anteriors, el salt d'aigua actual es va formar fa uns 14.000 o 17.000 anys. La Rheinfallfelsen, és una gran roca, calcària original que flanqueja el canal anterior. La roca s'ha erosionat molt poc en els últims anys a causa que el Rin no transporta gaire sediment, ja que flueix suaument pel vessament del llac de Constança.

## Economia
El costat nord de les cascades és un lloc de molins. Al segle XVII es va construir un alt forn per a la fosa de mineral de ferro que es troba en la pedra calcària. Va estar en funcionament fins a la primera meitat del segle xix.
El 1887 les metal·lúrgiques van sol·licitar permís per desviar entre una cinquena part i la meitat del cabal del riu per a la generació d'electricitat. El Club Alpí Suís, la Schweizerische Gesellschaft Naturforschende (un grup ecologista) i diverses societats científiques es van oposar al pla.
El 1913, es va dur a terme un concurs internacional per aconseguir el millor pla per a una ruta de navegació entre Basilea i el llac de Constança.
El 1919, es va comunicar a una empresa, que volia construir centrals elèctriques en el nord de Suïssa, que qualsevol estació d'aquest tipus en les cascades del Rin "ha de servir als interessos econòmics dels ciutadans".
El 1944, el Consell dels Estats suïssos va concedir permís per construir la central proposada. El permís havia d'entrar en vigor l'1 de febrer de 1948, començant la construcció en 1952. Però al 1951 la Neue Helvetische Gesellschaft (Nova Societat Suïssa), sota la direcció de Emil Egli, va aconseguir que 150.000 ciutadans suïssos signessin una petició per protestar contra el projecte, entre els quals hi havia 49 personalitats famoses, com Hermann Hesse i Carl Jacob Burckhardt. La petició no només va enfonsar el projecte de la central elèctrica, sinó que també va prevenir amb eficàcia totes les hidroelèctriques i els projectes futurs de navegació en la part alta del Rin fins al dia d'avui.
Actualment, les cascades segueixen sent objecte d'estudi per als projectes d'energia hidroelèctrica, encara que hi ha poca aigua en el Rin per generar una quantitat significativa d'energia. El valor més gran econòmic de les cascades és l'atracció turística.

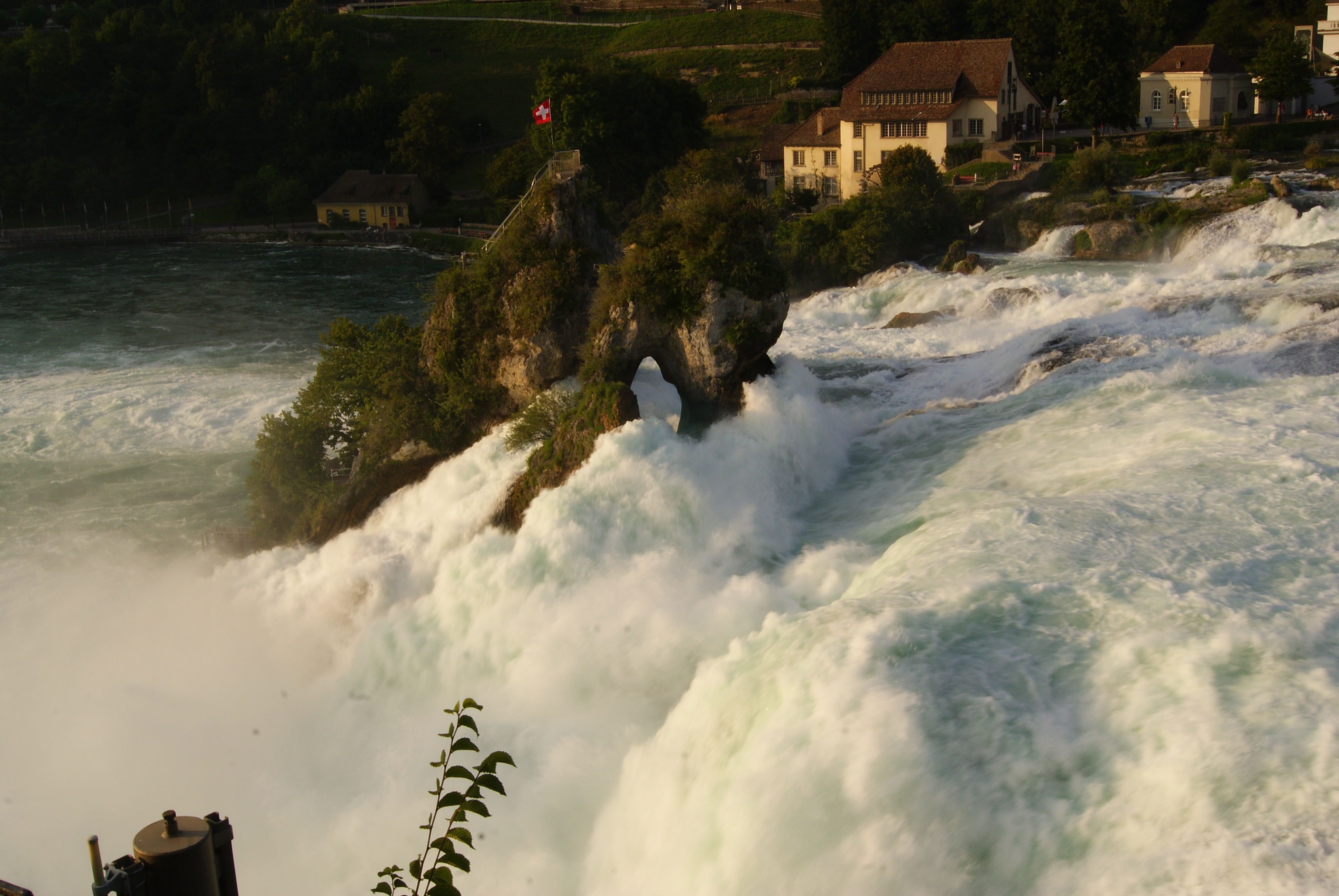
Vista de la roca calcària Rheinfallfelsen

## Turisme
La comunitat més propera és Neuhausen am Rheinfall, on els turistes poden veure el castell de Wörth (del segle xii). Es pot fer una excursió amb vaixell pel Rin fins a les cascades i la Rheinfallfelsen. També hi ha plataformes d'observació amb una vista espectacular del salt d'aigua, construïdes a banda i banda del Rin, a les quals s'arriba a través d'escales escarpades i estretes.
Les cascades del Rin són de fàcil accés amb cotxe, bicicleta i transport públic (estacions de ferrocarril Bahnhof "Neuhausen Bad Bf" del DB i Bahnstation del SBB "Schloss Laufen am Rheinfall"). Els grans aparcaments de pagament es troben en Neuhausen i Laufen.
Les cascades del Rin han impressionat als turistes durant segles. Al segle xix, el pintor William Turner va fer diversos estudis i grans pintures del paisatge amb el salt, i el poeta líric Eduard Mörike va escriure de les cascades:
Halte dein Herz, o Wanderer, fest in gewaltigen Händen! Mir entstürzte vor Lust zitternd dónes meinige fast. Rastlos donnernde Massen auf donnernde Massen geworfen, Ohr und Auge, wohin retten sie sich im Tumult?
(Mantingues el teu cor, oh, viatger, bé en mans poderoses! El meu gairebé ha baixat, tremolant de plaer. Inquietes masses eixordadores llençades a les masses, l'oïda i l'ull, on poden salvar-se en aquest enrenou?)